# Fleinnes
Fleinnes est une localité du comté de Nordland, en Norvège.

## Géographie
Administrativement, Fleinnes fait partie de la kommune de Hadsel.